# Justus Strelow
Justus Strelow, född 30 december 1996, är en tysk skidskytt.

## Karriär
Justus Strelow debuterade i världscupen 2021. I världscupen har han tagit nio pallplatser varav tre förstaplatsen. Flertalet har kommit i stafetter. Vid världsmästerskapen i skidskytte 2025 ingick Strelow i det tyska mixade stafettlaget som tog brons.